# Марьинская волость (Великолукский район)

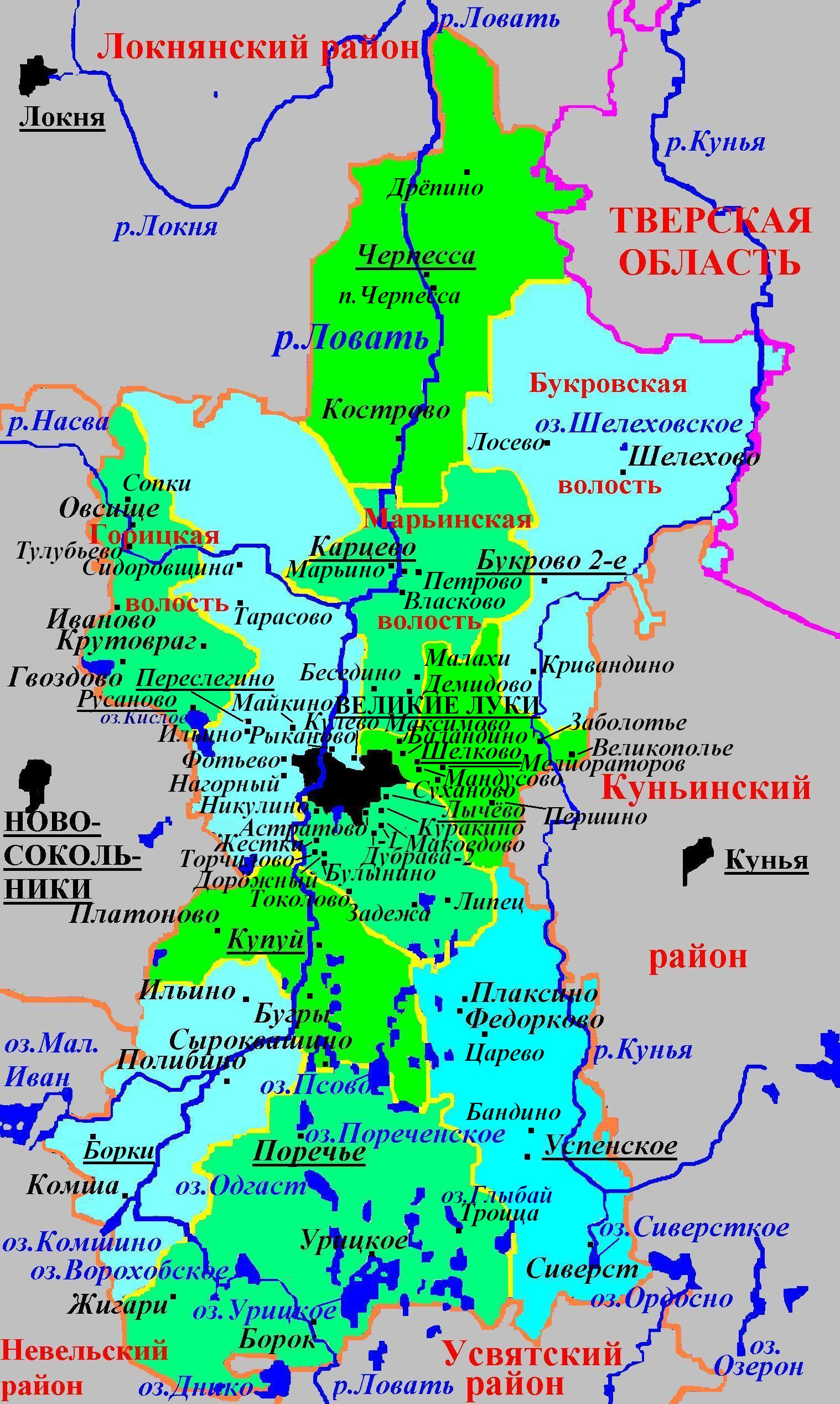
Административное деление Великолукского района в 2006—2014 гг.

Марьинская волость — упразднённая административно-территориальная единица 3-го уровня и бывшее муниципальное образование со статусом сельского поселения в Великолукском районе Псковской области России.
Административным центром являлась деревня Карцево.

## География
Территория волости граничила на севере с Черпесской, на востоке — с Букровской, на юге — с Шелковской, на западе — с Переслегинской волостями.

## Население
| 2002 | 2010  | 2012  | 2013  | 2014  | 2015  |
| ---- | ----- | ----- | ----- | ----- | ----- |
| 553  | ↗1083 | ↘1054 | ↘1048 | ↘1040 | ↗1048 |

## Населённые пункты
В состав Марьинской волости входили 30 деревень: Беседино, Бордуки, Буркино, Ведерниково, Власково, Волково, Гороваха, Горушка, Гуси, Демидово, Дрождино, Зимари, Зуево, Карцево, Ключеватка, Кашевицы, Курова Гора, Малахи, Марьино, Медведково, Молоди, Петрово, Разливы, Рожковичи, Смычок, Суханово, Суховарино, Токарево, Усадьба, Фирсанов Бор.

## История
Постановлением Псковского областного Собрания депутатов от 26 января 1995 года все сельсоветы в Псковской области были переименованы в волости, в том числе Марьинский сельсовет был превращён в Марьинскую волость.
Законом Псковской области от 28 февраля 2005 года в границах волости было также создано муниципальное образование Марьинская волость со статусом сельского поселения с 1 января 2006 года в составе муниципального образования Великолукский район со статусом муниципального района.
Законом Псковской области от 10 декабря 2014 года Марьинская волость была упразднена, а её территория 22 декабря 2014 года включена в состав Шелковской волости.